# Ryzyko biometryczne
Ryzyko biometryczne – oznacza ryzyko związane ze śmiercią, niepełnosprawnością lub długowiecznością.